# 중앙루손어군
중앙루손어군은 필리핀어군에 속하는 언어들이 이루는 어군이다. 중앙루손어군 언어들은 주로 필리핀의 중앙루손 지방에서 사용된다. 중앙루손어군에 속하는 팜팡가어는 팜팡가주 및 피나투보산 지역의 주요 언어이다.

## 타 어군과의 관계
Ronald Himes (2012) 및 Lawrence Reid (2015)는 중앙루손어군과 북민도로어군이 분기군을 이룰 가능성이 있다고 주장했다. 두 어군 모두에서 오스트로네시아조어의 *R 음소가 /y/로 변화했다.

## 분류
중앙루손어군에 속하는 언어들은 다음과 같다.
- 팜팡가어
- 삼발어군
  - 아벨렌어
  - 암발라어
  - 볼리나오어
  - 보톨란어
  - 안치어
  - 인디어
  - 마리벨레스어
  - 삼발어
- 시나우나어